# Karl Christian Daniel Baurschmidt
Karl Christian Daniel Baurschmidt (auch Bauerschmidt) (* 27. Januar 1762 in Schleusingen; † 22. Februar 1837 in Osterode am Harz) war ein deutscher evangelischer Geistlicher und Pädagoge.

## Leben
Karl Christian Daniel Baurschmidt wurde in der Hauptstadt der Grafschaft Henneberg als Sohn von Pastor Johann Siegmund Baurschmidt (* 5. Dezember 1724 in Benshausen; † 18. Dezember 1789 ebenda) und dessen zweiter Ehefrau Christina Maria, geb. Hermann (* unbekannt; † 1780), geboren. Er hatte noch drei Geschwister:
- Johann Salomo Baurschmidt (* 1764; † unbekannt);
- Johanna Margaretha Baurschmidt (* 1764; † unbekannt);
- Wilhelm Ferdinand Baurschmidt (* 1766; † 26. März 1810 in Kiew), Pastor im Kirchspiel Kiew[1], verheiratet mit Johanna Luise Wilhelmine von Franken aus Hannover.

Er erhielt seinen ersten Unterricht zu Hause bei seinem Vater und später durch einen Hauslehrer. Er besuchte das Gymnasium Schleusingen beim Rektor Albrecht Georg Walch (1736–1822) und hatte Unterricht beim Professor der Physik Dr. Schad; im Alter von siebzehn Jahren war er Primus am Gymnasium.
Ostern 1780, kurz nach dem Tod seiner Mutter, ging er zur Universität Leipzig und hörte Theologie-Vorlesungen bei Samuel Friedrich Nathanael Morus und Johann August Dathe, in der Philosophie bei Ernst Platner und Karl Adolph Caesar, in der Philologie bei Johann August Ernesti und Friedrich Wolfgang Reiz. Deutsche Reichshistorie hörte er bei Johann Gottlob Böhme, die Staatenhistorie bei Johann Friedrich Hilscher (1753–1817), Naturrecht bei Johann Gottfried Sammet (1719–1796), deutsches Staatsrecht bei Johann Gottlieb Seger, das kanonische Recht bei Hammel. Den Professor Johann Georg Eck hörte er über gelehrte Geschichte und Dichtkunst vortragen. Hebräisch lernte er bei dem Magister Ernst Wilhelm Hempel, außerdem erlernte er die französische, englische und später auch die italienische Sprache.
Nach Beendigung des Studium erhielt er 1784, auf Empfehlung des Kreissteuereinnehmers Christian Felix Weiße, auf dem Schloss Ziegenberg eine Anstellung als Hauslehrer des Barons Wilhelm Christoph Diede zum Fürstenstein (1732–1807), königlich-dänischer Geheimrat und ehemaliger Gesandter in Berlin und London und dessen Ehefrau Ursula Margarethe Konstantia Louisa (1752–1803), eine Tochter des Reichsgrafen Johann Alexander von Callenberg (1697–1776), um dessen drei Töchter zu erziehen, von denen zwei das Erwachsenen-Alter erreichten:
- Charlotte Henriette Susanne Diede zum Fürstenstein (* 3. März 1773; † 30. Mai 1846), heiratete den Grafen Christian Detlev Karl zu Rantzau (1772–1812), königlich-dänischer Kammerherr, Oberpräsident von Kiel und Kurator der Universität Kiel
- Luise Diede zum Fürstenstein (1778–1857), heiratete Georg Löw von und zu Steinfurth (1750–1811).

In dieser Tätigkeit führte er viele Reisen durch und erhielt Zugang in die höchsten Kreise. 1784 hielt er sich den überwiegenden Teil des Jahres in Frankfurt am Main auf und nahm später in dieser Stadt auch an den Kaiserkrönungen von Leopold II. 1790 und 1792 an der von Franz II. teil., bei ersterer war er Ehrensekretär des Hauses Hannover.
1786 hielt er sich sechs Monate in Wien auf und nahm an der Fußwaschungszeremonie von Kaiser Joseph II. teil. Während dieses Aufenthaltes war er auch in der kaiserlichen Bibliothek tätig und unternahm während dieser Zeit eine Reise durch Ungarn bis an die türkische Grenze.
Im Winter 1791 reiste er nach Darmstadt und blieb dort sechs Monate; er war fast täglich mit seinen Schülerinnen im Palast bei deren Großmutter, der Prinzessin George, um diese bei ihren Spielen zu begleiten. Dazu gesellte sich die Prinzessin Louise von Mecklenburg Strelitz, die spätere Königin von Preußen und deren Schwestern Therese und Friederike, sowie deren Bruder.
Nach dem Tod seines Vaters 1789 wurde ihm vom Konsistorium die Möglichkeit eröffnet, seines Vaters Stelle zu erhalten. Dieses Angebot lehnte er ab und wollte lieber die Erziehung der Kinder der Diedeschen Familie vollenden. Er begleitete eine Tochter bei deren Tod und hielt bei den anderen beiden die Konfirmationsreden; dies waren seine ersten Reden, die gedruckt wurden, von diesem Zeitpunkt an wandelte sich sein Verhältnis vom Hauslehrer zum Privatsekretär. Im Frühjahr 1791 erhielt er gemeinsam mit dem Standesherren von Muskau, Graf Ludwig Carl Hans Erdmann von Pückler (1754–1811), den Auftrag, sich um die Erbschaftsangelegenheiten der Frau von Diede zu kümmern. Im Herbst 1791 begleitete er als Sekretär der rheinischen Reichsritterschaft den Baron von Diede als Deputierten nach Bonn, um mit dem kaiserlichen Gesandten zu verhandeln.
Im Januar 1792 folgte er Baron Wilhelm Christoph Diede zum Fürstenstein, gemeinsam mit dem holländischen General Graf Curt von Callenberg, dem Bruder der Ehefrau des Barons, nach Regensburg; der Baron hatte dort einen Gesandtschaftsposten seines Hofes am dortigen Reichstag übernommen. Häufig predigte Karl Christian Daniel Baurschmidt in Regensburg den meisten, selbst katholischen, Reichstagsgesandten, wie er es auch bereits in Wien in der schwedischen Gesandtschaftskapelle getan hatte. Als sich im Juli 1796 die Franzosen Regensburg näherten, befand er sich alleine im dänischen Gesandtschaftshotel und erhielt dort viele Bitten, Schätze in Sicherheit zu bringen, weil Dänemark damals neutral war.
1799 beendete er seine Tätigkeit für den Baron von Diede und ging im Frühjahr nach Hannover, wohin er auf Antrag des Hofmarschalls Johann Karl Löw von und zu Steinfurth (1753–1814) als Lehrer an dem neu zu errichtenden königlichen Georgianum berufen worden war. Mehrere Schüler waren dort seiner ganz besonderen Leitung anvertraut, so waren darunter die Gräfinnen Karoline und Wilhelmine zu Schaumburg-Lippe mit ihrem Bruder, dem Erbgrafen Georg Wilhelm, denen er besondere Vorlesungen über Moral, Politik und Staatsrecht hielt. Er verkehrte auch viel in den Häusern von Wallmoden, Lippe, Löw und Steinberg.
1801 wurde er Pfarrer in Hohne und zog mit seiner Ehefrau dorthin. Hohne war aufgrund von Moor und Überschwemmungen schwer erreichbar und in der Gemeinde wurde damals in der Kirche Karten gespielt und Branntwein getrunken und er hatte anfangs Probleme mit der niederdeutschen Sprache, die er zuvor nicht gehört hatte; in dieser Gemeinde versuchte er nun eine Sommerschule zu gründen und brachte damit die Gemeinde gegen sich auf, aber mit Beharrlichkeit und Ausdauer setzte er seinen Wunsch durch.
Im Dezember 1810 wurde er durch das Konsistorium in die vier Stunden entfernt gelegene Pfarrei in Leiferde versetzt und als er dorthin umzog, folgte ihm die gesamte Gemeinde wie ein Trauerzug, um sich auf diese Weise von ihm zu verabschieden. 1819 wurde auf seine Anregung ein Predigerverein gegründet und auf sein Bestreben hin, wurde auch eine Predigerwitwenkasse geschaffen.
1826 erfolgte seine Ernennung zum Superintendenten und Schlossprediger in der Schlosskirche St. Jacobi in Osterrode am Harz.
Auf dem Gut Heinde des Grafen Johann Ludwig von Wallmoden-Gimborn lernte er im Frühjahr 1798 seine zukünftige Ehefrau, eine Pflegetochter des dortigen Oberamtmanns Friedrich Carl Gustav Gericke (1755–1817) kennen. Gemeinsam hatten sie zwei Söhne und eine Tochter. Von seinen Kindern ist namentlich bekannt:
- Karl Gustav Wilhelm Baurschmidt, evangelischer Theologe und Geistlicher, bekannt als Luther des Wendlandes, verheiratet mit Marie, geb. Struve;
- Charlotte Henriette Luise Baurschmidt (* 28. Juni 1803 in Leiferde; † 3. August 1891 in Frankfurt am Main), verheiratet mit Karl Anton Hermann Schrader (1834–1907), Fabrikdirektor und Kommerzienrat in Mannheim.